# اسپارتان: جنگجوی تمام‌عیار
اسپارتان: جنگجوی تمام‌عیار یک بازی ویدئویی هک اند اسلش است که در سال ۲۰۰۵ توسط Creative Assembly توسعه یافته و توسط سگا برای پلی استیشن ۲، ایکس باکس و گیم کیوب منتشر شده است. این فیلم که در ماه اکتبر در اروپا و آمریکای شمالی منتشر شد، یک اسپین آف از سری Total War است.
داستان حول محور یک جنگجوی اسپارتی می‌چرخد که مخفیانه توسط خدای آرس هدایت می‌شود و در کنار متحدان یونانی‌اش علیه امپراتوری مهاجم روم می‌جنگد. در حالی که مجموعه جنگ توتال به طور سنتی بر روی سناریوهای واقعی تاریخی تمرکز می کند، طرح Spartan: Total Warrior تخیلی است، شامل چهره هایی از اساطیر یونان و روم و دارای عناصر نابهنگام است. همچنین این تنها قسمت از این سری است که برای کنسول های بازی ویدیویی به جای رایانه های شخصی یا مک منتشر شده است. این اولین بازی Total War بود که توسط سگا منتشر شد که اوایل سال 2005 Creative Assembly را خریداری کرده بود.
اسپارتان با استقبال متفاوتی روبرو شد. اگرچه برخی از بازبینان بازی را یک دکمه کوبنده تجلیل می‌دانستند و از مبارزه به‌عنوان تکراری انتقاد می‌کردند، برخی دیگر موتور بازی و دامنه نبردها را تحسین می‌کردند.

## گیم پلی
Spartan Total Warrior یک بازی هک اند اسلش است که در آن بازیکن می تواند از دو نوع حمله اصلی استفاده کند. یک حمله ساده که به یک دشمن آسیب می رساند و یک حمله شعاعی که به چندین دشمن آسیب می رساند. حمله ساده سریع است و باعث آسیب بیشتر می شود. حمله شعاعی کندتر است، اما به طور متوسط به چندین دشمن آسیب می رساند. یک دکمه برای شروع حمله تکی و یک دکمه دیگر برای شروع حمله شعاعی استفاده می شود. با این حال، هر حمله را می توان به روش های خاصی اصلاح کرد. به عنوان مثال، به جای استفاده از سلاح شخصیت، بازیکن می تواند با استفاده از سپر، کمان یا قدرت جادویی خود، حمله فردی یا شعاعی را آغاز کند. با پیشروی بازیکن در بازی، سلاح های جدیدی باز می شوند که هر کدام مزیت های خاص خود را دارند. بازیکن با یک شمشیر و سپر و یک کمان اولیه شروع می کند. اولین سلاح جدید Blades of Athena است، شمشیرهای دوگانه که به طور قابل توجهی سریعتر از شمشیر تک هستند. بعداً در بازی، سپر به Shield of Medusa ارتقا داده می شود و به Bow of Power تعظیم می کند. بازیکن همچنین می تواند سلاح های کاملا جدید را باز کند. یک چکش جنگی به نام Death-Biter و یک نیزه به نام نیزه آشیل. Death Biter بسیار قوی است، اما آهسته است، در حالی که Spear دسترسی طولانی دارد و آسیب متوسطی وارد می کند، اما اجرای ترکیب ها دشوار است. شخصیت بازیکن نیز با پیشرفت بازی قدرت بیشتری پیدا می کند. در پایان هر سطح، نشانه هایی به او تعلق می گیرد که می تواند از آنها برای افزایش آسیب، سلامت و جادوی خود استفاده کند. جادو در بازی به شکل «قدرت خدایان» است. هنگامی که مخزن جادویی بازیکن پر است، بازیکن می تواند از حملات جادویی تک یا شعاعی استفاده کند، که هر سلاح دارای قدرت جادویی خاصی است که به حمله تکی و شعاعی آن مرتبط است. برای مثال، حمله جادویی شعاعی Shield of Medusa همه دشمنان روی صفحه را برای مدت کوتاهی به سنگ تبدیل می‌کند، در حالی که حمله جادویی فردی Blades of Athena باعث انفجار یک دشمن می‌شود. یکی دیگر از ویژگی‌های مهم بازی این است که وقتی شخصیت تعداد حملات مشخصی را انجام می‌دهد، یک rage meter پر می‌شود که در صورت پر شدن، می‌توان از آن برای انجام حملات قدرتمند استفاده کرد. باز هم، هر سلاح حمله خشم خاص خود را دارد، و بازیکن می‌تواند بین حمله خشم فردی یا حمله خشم شعاعی یکی را انتخاب کند. بازیکن همچنین دارای یک تیر و کمان است که می تواند یک تیر یا چند تیر شلیک کند. کمان را می توان با قدرت خدایان و توانایی خشم برای ایجاد حملات قدرتمند فردی و شعاعی ترکیب کرد. مبارزات بر روی نبردهای بزرگ با چند مبارز متمرکز است. بازیکن اغلب با تعداد زیادی از دشمنان به طور همزمان مقابله می کند، گاهی با متحدان هوش مصنوعی، گاهی به تنهایی. در بحبوحه نبرد، یک فلاش کوچک بر روی سلاح دشمن مهاجم قرار می گیرد تا خطر حمله قریب الوقوع را نشان دهد. باید مراقب بود که حملات ورودی در بین ضربات تهاجمی مسدود شود، از این رو بازیکن باید بین حمله و دفاع تعادل ایجاد کند تا از آسیب دیدن جلوگیری کند. سپر بازیکن همچنین می تواند برای عقب راندن دشمنان مورد استفاده قرار گیرد (باز هم بازیکن این گزینه را دارد که یک دشمن را در فاصله خوبی به عقب براند، یا یک ضربه شعاعی انجام دهد و گروهی از دشمنان را با فاصله کمی به عقب براند). این به بازیکن اجازه می‌دهد تا بلوک دشمن را قطع کند، یا دشمنان را از لبه‌ها بیرون کند. حملات سپر مخصوصاً برای مبارزه با دشمنانی که خودشان سپر دارند، مهم است، زیرا حملات سپر می‌تواند برای مدت کوتاهی تعادل آنها را از بین ببرد و آنها را برای حمله باز بگذارد. هنگامی که یک دشمن به زمین زده می شود، بازیکن می تواند یک حرکت تمام کننده یک ضربه انجام دهد که با هر سلاح متفاوت است. استفاده از این حرکات تکمیلی پشت سر هم نوار خشم را بسیار سریعتر از فرود حملات موفقیت آمیز بر روی دشمنان ایستاده پر می کند.

## داستان
300 سال قبل از میلاد است و ارتش روم در حال فتح یونان است. ارتش تحت نظارت امپراتور تیبریوس (با صدای کوین هاوارث) از روم، بیشتر کشور را تحت کنترل خود درآورده است و تنها اسپارت باقی مانده است. پادشاه اسپارت، لئونیداس (بیل رابرتز)، در حال آماده سازی نیروهای خود برای تهاجم قریب الوقوع است. تحت فرمان او مردی است که به سادگی به عنوان "اسپارت" شناخته می شود، (قوری مارشال) یتیمی که از کودکی به عنوان یک سرباز بزرگ شده است و مهارت های استثنایی دارد. نزدیکترین دوستان او برادران کاستور و پولاکس (به ترتیب تام کلارک هیل و نوآ لی مارگتس) هستند. در حالی که لئونیداس سربازانش را جمع می کند، اسپارتی صدای آرس، خدای جنگ (استنلی تاونسند) را می شنود که به او پیشنهاد معامله می دهد. او به اسپارتان در شکست رومی ها کمک می کند و در ازای انتقام نامشخص اسپارتان، هویت واقعی خود را فاش می کند.رومی ها به رهبری ژنرال کراسوس (جی سایمون)، با تالو، غول برنزی، به شهر حمله می کنند. با این حال اسپارتان قادر است تالو را با منجنیق نابود کند. در آن شب، آرس به او دستور می دهد تا به اردوگاه روم نفوذ کند و تیغه های آتنا را که از زمان جنگ تروا از دست داده بودند، بازیابی کند. اسپارتان با همراهی کاستور موفق می شود و در طول حمله، با الکترا (جولیا اینوسنتی)، ملکه آمازون ها روبرو می شوند که در حین ردیابی رومی ها از طریق یونان دستگیر شد. او که در کمپ زندانی بود، نگهبانانش را کشته بود و در حال فرار بود که با کاستور و اسپارتان که اکنون تیغه‌های آتنا را دارد، ملاقات کرد. هنگامی که به اسپارت بازگشت، او می خواهد با لئونیداس صحبت کند و به او بگوید که رومی ها یک سلاح فوق العاده قدرتمند ساخته اند که می تواند کل شهر را از بین ببرد. زمانی که کراسوس اسلحه‌ای را به نمایش می‌گذارد که توسط مدوسای زندانی کار می‌کند، با قابلیت تبدیل کل فالانکس به سنگ در کسری از ثانیه، صحت او ثابت می‌شود. اسپارتان راه خود را به مدوسا می‌جنگد و سلاح را نابود می‌کند، کراسوس را نیز می‌کشد و شمشیر و سپر جادویی او را می‌گیرد. آرس سپس به اسپارتان دستور می دهد تا به خرابه های تروی برود و نیزه آشیل را بازیابی کند. اسپارتی به همراه کاستور، پولوکس و الکترا از طریق سرزمین‌های بد در شمال اسپارت سفر می‌کنند و دهکده‌ای را از دست جنگجویان بربر تحت فرماندهی بیوولف (سیموس اونیل) نجات می‌دهند، که اسپارتان او را می‌کشد و ادعا می‌کند که چکش جنگی او Deathbiter است. به محض ورود آنها به تروا، اسپارتان وارد خرابه های زیر شهر می شود، جایی که با سجانوس (جیسون آیزاک)، بخشدار پراتوری که به عنوان دست راست تیبریوس خدمت می کند، برخورد می کند. سیجانوس همچنین یک نکرومانسر قدرتمند است که می تواند مردگان را زنده کند. اسپارتی راه خود را از میان ویرانه های شهر می گذراند و با رسیدن به مقبره آشیل، بار دیگر با سیجانوس مواجه می شود که او را با همان توانایی ها و دانش به نبرد کپی از خود وا می دارد. اسپارتان دوباره زنده می ماند و نیزه را پس می گیرد. با این حال، قبل از اینکه او و متحدانش بتوانند شهر را ترک کنند، سیجانوس به آنها می گوید که اسپارتا سقوط کرده است. سپس اسپارتان توسط هیدرا مورد حمله قرار می گیرد. با استفاده از نیزه، او قادر است آن را شکست دهد. این گروه به آتن سفر می کنند و از دانشمند ارشمیدس (جی بندیکت) که رهبری مقاومت آتن را رهبری می کند، مشاوره می گیرند. اسپارتان از ارشمیدس در برابر قاتلان رومی محافظت می کند، چندین عضو مقاومت را از اعدام نجات می دهد و مردم آتن را در یک انقلاب رهبری می کند و به عمارت اشغال شده توسط سیجانوس و گارد پراتورین یورش می برد، اگرچه سجانوس فرار می کند. سپس اسپارتی یکی از اختراعات ارشمیدس به نام چشم آپولو را دوباره فعال می کند تا یک تفنگ صاعقه را به کار گیرد و از آن برای سرنگونی اژدهای لادون که توسط سیجانوس به عنوان اسب پرنده احیا شده بود استفاده می کند. پس از پیاده شدن، پولوکس به سیجانوس حمله می کند، اما به سرعت کشته می شود. سپس سیجانوس او را به زامبی تبدیل می کند که کاستور مجبور به مبارزه با آن می شود، در حالی که اسپارتان و الکترا با سیجانوس مبارزه می کنند. آنها به ظاهر سیجانوس را می کشند و برای پولوکس سوگواری می کنند، اما در حالی جشن می گیرند که رومی ها از آتن رانده می شوند. اسپارتان و کاستور که الکترا را در آتن برای نظارت بر تشییع جنازه پولوکس ترک می‌کنند، از طریق دروازه‌های زحل، قلعه‌ای به شدت محافظت شده در آلپ، به رم می‌روند. در این مجموعه، آنها با سجانوس مرده ای روبرو می شوند که از هادس بازگشته است. اسپارتان کشیش های سجانوس را که منبع قدرت او بودند، قبل از اینکه سیجانوس را برای همیشه بکشد، می کشد. اسپارتان و کاستور سپس به رم ادامه می دهند و با الکترا ملاقات می کنند و در آنجا قصد دارند تیبریوس را ترور کنند. اسپارتان برای نفوذ به شهر وارد فاضلاب‌ها و دخمه‌های رومی می‌شود، در حالی که بقیه به کولوسئوم می‌روند، جایی که تیبریوس در یک مسابقه گلادیاتوری شرکت می‌کند. آنها قصد دارند تیبریوس را با قرار دادن مواد منفجره زیر سکوی او بکشند. اسپارتان پس از برخورد و شکست مینوتور در فاضلاب های زیر رم، به سطح زمین می رسد. با این حال، دیگران کشف می شوند و مجبور می شوند بمب را خیلی زود منفجر کنند و تیبریوس را گم می کنند. اسپارتان الکترا و کاستور را از اعدام نجات می دهد و راهی تیبریوس می شود. با این حال، تیبریوس از ترس یک «استاد» ناشناس دست به خودکشی می زند. اسپارتان وارد عرصه می شود و در آنجا با آرس آشنا می شود که به او می گوید پسر یکی از کنیزان آفرودیت است. کنیز رابطه آرس با آفرودیت را برای شوهرش هفائستوس فاش کرده بود. آرس کنیز را کشت، اما توسط دیگر خدایان تبعید شد. خدایان با دانستن اینکه آرس می‌خواهد پسر کنیز را از روی کینه بکشد، تصمیم گرفتند او را در میان انسان‌ها پنهان کنند. بنابراین او را در دوران کودکی در اسپارت رها کردند و به قدرت‌های مافوق بشری اعطا شد تا اگر آرس او را پیدا کند از خود محافظت کند. آرس که نتوانست کودک را پیدا کند، تیبریوس را دستکاری کرد و حمله رومیان به یونان را سازماندهی کرد، زیرا می دانست که جنگ به دلیل توانایی های کودک، او را به میدان می آورد. مرگ اسپارتان انتقامی است که آرس به دنبال آن است. آرس و اسپارتان با هم می جنگند که اسپارتان خدا را می کشد. سپس کاستور و الکترا از راه می رسند، و کاستور، پادشاه کنونی اسپارت، بیان می کند. تمام شد. تلاش حماسی ما برای متوقف کردن تیبریوس و امپراتوری روم در نهایت ما را به این لحظه کشانده بود. اسپارتی هویت واقعی خود را کشف کرده بود، امپراتوری را شکست داده بود و با یک خدای انتقام‌جو مبارزه کرد تا مردمش را آزاد کند. یک جنگجو، یک قهرمان. ، یک افسانه."

## توسعه

### خاستگاه و تکنولوژی
Spartan: Total Warrior از تمایل Creative Assembly برای انجام یک بازی Total War بر روی یک کنسول رشد کرد. با این حال، تیم به سرعت متوجه شد که به دلیل محدودیت‌های فنی، انجام یک بازی «واقعی» Total War بر روی کنسول غیرممکن است. در مصاحبه ای با Eurogamer در سال 2012، مایک سیمپسون، مدیر Creative Assembly توضیح داد: "ما نمی توانستیم یک میدان نبرد Total War با 10000 نفر را در هیچ یک از کنسول ها قرار دهیم. این فقط کار نمی کند. شما نمی توانید یک گالن را در یک کنسول قرار دهید. واضح است که این محدودیت اصلی بوده است." به جای میدان‌های جنگ انبوه و گیم‌پلی تاکتیک‌های بی‌درنگ که در آن بازیکن یک افسر فرماندهی را که بر ارتش نظارت می‌کند، کنترل می‌کند، در اسپارت، بازیکن یک سرباز را در یک نبرد کوچک‌تر کنترل می‌کند.
به محض اینکه تیم توسعه پشت راگبی آن پروژه را تکمیل کرد، کار بر روی اسپارتان را آغاز کردند. اولین کار ایجاد یک دمو بود. این دمو که توسط سرپرست پروژه Clive Gratton طراحی شده بود، صرفاً به منظور تعیین اینکه آیا یک کنسول می‌تواند صدها شخصیت مستقل را روی صفحه نمایش دهد یا نه، ایجاد شد. نسخه ی نمایشی که شش ماه طول کشید تا کدگذاری آن شامل 300 سرباز رومی بود که بر فراز تپه ای با یک قلعه در پس زمینه و شخصیت بازیکن در وسط گروه می دویدند. دمو با سرعت 60 فریم در ثانیه اجرا شد و مسافت 750 متری داشت که بسیار عمیق‌تر از آن چیزی بود که گراتون پیش‌بینی کرده بود.هنگامی که آنها تشخیص دادند که کنسول ها می توانند بازی را اداره کنند، تیم شروع به کار بر روی این مفهوم کرد. آنها می خواستند از جنبه هایی از امپراتوری روم استفاده کنند که در تحقیقات خود برای Rome: Total War با آنها مواجه شده بودند، اما در بازی واقعی از آنها استفاده نکرده بودند. آنها سپس شروع به حدس و گمان کردند که چه کسی مخالف نظری خوبی برای رومیان خواهد بود. گراتتون از طرفداران اسطوره‌شناسی بود که در مورد نبرد ترموپیل ایجاد شده بود و تصمیم گرفت که اسپارتی‌ها قهرمان‌های کامل باشند. این همچنین باعث شد که تیم به قلمرو ایجاد یک روایت غیرتاریخی بپردازد، زیرا "ترموپیل یک داستان تاریخی است که تقریباً به اسطوره تبدیل شده است. بله، نبردی بیش از حد در آنجا وجود داشت که به نجات یونان از دست ایرانی ها کمک کرد، اما جزئیات آن مشخص شده است. گمشده." با این حال، ایجاد یک داستان غیرتاریخی کاری نبود که تیم به راحتی انجام دهد. گراتون توضیح می دهد؛
به دلیل موفقیت برند Total War، تعداد زیادی از طرفداران وجود دارند که طبیعت دقیق تاریخی آن بازی‌ها را می‌پسندند – و ما زمان شگفت‌انگیزی را صرف کردیم تا این کار را به درستی انجام دهیم. اما این باعث شد که بر طراحی اسپارتان فشار وارد شود. برخی از مردم همیشه می‌گفتند «این کاملاً از نظر تاریخی دقیق نیست». همینطور بود، و بعد از آن لحظه ای که می روید "من عاشق ری هریهاوزن هستم." در آن نقطه همه می گویند "من تسلیم می شوم!" و سپس طرح می تواند رایگان شود. گویی از نظر تاریخی دقیق است، یک مرد تا زمانی که شما تمام کنید ده ها هزار نفر را نمی کشد. این واقعاً یک فرض واقعی برای یک بازی نیست. لحظه ای که تصمیم می گیرید که می توانید اسطوره و افسانه را در یک بازی داشته باشید، شما را آزاد می کند تا بفهمید چگونه می توانید این کار را از نظر گیم پلی انجام دهید. علاوه بر کار ری هریهاوزن (به ویژه جیسون و آرگونات ها)، تیم از شجاع دل و گلادیاتور نیز الهام گرفتند. فناوری پشت بازی به شدت بر استفاده از یک پردازنده برداری در پلی استیشن 2 به نام Vector-unit Zero (VU0) متکی بود. به گفته گراتون، "بخش بزرگی از این بازی با زبان اسمبلی کدگذاری شده دستی روی واحدهای برداری نوشته شده است. این یک معجزه فناوری است!" او همچنین توضیح داد که چون CPUهای Xbox و GameCube بسیار ماهر هستند، اگرچه بازی بر روی فناوری پلی استیشن 2 توسعه یافته بود، اما مستقیماً به سایر کنسول ها منتقل شد. Gratton همچنین مشتاق بود به این نکته اشاره کند که در طول تولید بازی از هیچ میان افزاری استفاده نشده است، و نوآوری های تکنولوژیکی همه بر اساس تصمیمات بازی است. نه صرفاً برای نوآوری به خاطر نوآوری.

## گیم پلی
اگرچه این بازی در مقیاس بزرگ انجام می شود، طراحان همچنین به این فکر می کردند که مبارزات فردی را مهم کنند. به گفته گراتون بعد از اینکه نسخه ی نمایشی فنی را مرتب کردم تا مطمئن شوم که واقعاً می تواند انجام شود، شروع به تحقیق در مورد مبارزه با استفاده از شمشیر علیه مردم کردم. چه چیزی آن را باحال می کند؟ به هر حال من اهل slashers سوم شخص هستم، اما تجزیه و تحلیل جدی انجام دادم تا هر ضربه ای را با یک سلاح انجام دهم... باحال. و راضی کننده. و به شما سر و صدایی می دهد. بنابراین من کارهای زیادی را روی مدل برخورد انجام دادم - یعنی ساده ترین، اساسی ترین بخش زیربنایی مبارزه. من در مورد آن تحقیق کردم، بنابراین هر بار که کسی را می‌زنید یا می‌کشید، سروصدا می‌کنید. این هسته ای است که زیربنای همه چیز است. اگر دوئل با یک نفر باشد، حتی اگر ضعیف باشد، شما باید انتخاب کنید. شما به صورت آنها می کوبید، سپس چند ضربه چاقو به آنها می زنید و سپس آنها می روند [...] وقتی صدها نفر برای کشتن وجود دارند، شما تمایل دارید از حرکات قدرتی یا حرکات خشم متوسط، همراه با استانداردهای خود استفاده کنید. با کاهش اعداد، شما به فکر حفظ حرکات قدرت خود هستید، زیرا ممکن است یک حرامزاده سخت گیر در گوشه و کنار باشد یا پنجاه نفر در حال فرار و حمله به شما هستند. اما با حرکات استاندارد می توان سرگرمی زیادی داشت - نه فقط از بین بردن انبوه حرکات قدرت - و مبارزه با مردم. حتی یک نفر هم خیلی سرگرم کننده است. بعد از اینکه وارد نبرد شدید، می‌بینید که عمق زیادی در آنجا وجود دارد، بنابراین اگر یک غرغر به سمت شما می‌آید، ممکن است به عقب برگردید، بنابراین او از دست می‌دهد و می‌توانید با یک ضربه او را بکشید. و شما یک لذت واقعی دریافت می کنید. یا به طور متناوب حمله ای را انجام می دهد، شما می افتید و دور پشت می غلتید و او را از پشت تکه تکه می کنید. گراتون می خواست که بازیکن در هر نقطه از بازی گزینه های متعددی داشته باشد. ما در اوایل متوجه شدیم که به یک سیستم مبارزه نیاز داریم که به بازیکن اجازه دهد با انبوهی از دشمنان روبرو شود و از کشتن آنها لذت ببرد. ما همچنین می‌خواستیم با تعداد کمتر و نبردهای تن به تن مبارزه کنیم، بنابراین به طیف وسیعی از تکنیک‌ها برای اعزام دشمنان نیاز داشتیم. تصمیم گیری در مورد تکنیکی که می خواهید لحظه به لحظه به آن دست یابید، با تغییر شکل برخورد نیز بسیار مهم به نظر می رسید. این امر مستلزم یک سیستم جنگی است که کنترل آنی تکنیک های موجود را می دهد. در نهایت بخش بازاریابی این مبارزه را "عمل و واکنش" نامید. با این حال، گراتون مصمم بود که از تبدیل شدن بازی به یک دکمه خرد کن جلوگیری کند، جایی که بازیکن به راحتی می توانست با حمله مداوم برنده شود. او همچنین می خواست از استفاده از ترکیب های چند دکمه ای پیچیده اجتناب کند. "ایجاد یک رابط کاربری ساده و در عین حال امکان دسترسی به طیف وسیعی از حرکات کاملاً متفاوت را در اولویت قرار داد." دکمه حمله بسته به اینکه کدام دکمه شانه فشار داده شده است، اقدامات مختلفی را انجام می دهد، بنابراین به بازیکن اجازه می دهد استراتژی خود را در نبرد، چه با استفاده از شمشیر، سپر یا کمان، فوراً تغییر دهد. گراتون می‌گوید که عمق نبرد بر اساس «حافظه انگشت» است و سادگی سیستم جنگی قوی‌ترین ویژگی آن است. ما دو دکمه ثابت برای فشار دادن برای حملات و دو تغییر دهنده برای تغییر سلاح شما از شمشیر داریم: سپر یا کمان. ما به سرعت متوجه شدیم که این سیستم می تواند برای همه حرکات حمله برای ایجاد رابط کاربری ساده حمله (دو دکمه) اعمال شود. اصلاح کننده ها برای ایجاد عمق حرکات مورد نیاز استفاده می شوند. انتخاب کنید و در بهترین حالت خود بازی کنید! مهارت iکاربر تصمیم می گیرد که بهترین حرکت برای استفاده از یک موقعیت خاص چیست.